# Hotarubi no mori e
Hotarubi no mori e (蛍火の杜へ? lett. "Verso i boschi della luce delle lucciole") è un manga di Yuki Midorikawa composto da un unico volume. Da esso è stato tratto, nel 2011, un mediometraggio di circa quarantacinque minuti diretto da Takahiro Omori, che rispetta appieno la trama originale. La storia è incentrata sul rapporto di amicizia, e in seguito d'amore, tra una ragazza umana e uno yōkai.

## Trama

Gin e Hotaru in una scena dell'anime

Hotaru Takegawa è una giovane ragazza di città che, ogni anno, trascorre le sue vacanze estive presso la vecchia residenza dello zio in un villaggio di montagna.
Quando era piccola, e nonostante le dicerie degli abitanti sui pericoli che vi si nascondono, volle andare ad esplorare la Montagna del Dio, ma si perse nella boscaglia. Attirato dal suo pianto, giunse da lei Gin, uno yōkai (spettro, apparizione) con le sembianze di un giovane ragazzo con il viso coperto da una maschera di volpe, al quale una maledizione impostagli dal Dio della Montagna impediva di toccare un essere umano, pena la sparizione immediata. Gin aiutò Hotaru a tornare a casa, e da quel momento nacque tra i due una bella amicizia, che li spinse ad incontrarsi ogni giorno di ogni estate per passeggiare, giocare assieme e parlare, nonostante la maledizione rendesse loro impossibile avere alcun tipo di contatto fisico.
Con il passare degli anni il divario di età tra Hotaru e Gin (che, in quanto spirito, invecchia molto più lentamente degli esseri umani), divenne sempre più esiguo, spingendo Hotaru a riconsiderare il loro rapporto. Anche Gin tuttavia aveva sviluppato nel frattempo un forte sentimento per Hotaru, al punto che, oltre a mostrarle spesso il suo vero volto, un giorno, mentre sedevano l'uno accanto all'altra sulle rive di un lago, aveva deciso di raccontarle la sua storia. Gin in realtà era nato come un essere umano, ma era stato abbandonato dai suoi genitori sulla montagna dentro una cesta; impietosito, il Dio della Montagna gli salvò la vita dandogli i poteri e la longevità degli yōkai, ma generando anche la sua avversità al contatto fisico con gli umani: infatti un corpo fittizio come il suo sarebbe destinato a scomparire se venisse a contatto con quello "puro" di un essere umano.

## Altri media

### Manga
Pubblicato inizialmente nel luglio del 2002 sulla rivista LaLa DX di Hakusensha, Hotarubi no mori e è stato poi raccolto insieme ad altri tre one-shot della stessa autrice su un volume tankōbon omonimo, uscito il 10 luglio 2003. Le storie raccolte, tutte di genere shōjo e dalle tematiche sentimentali, si ispirano ciascuna ad una stagione dell'anno.
| 1 | 10 luglio 2003 | ISBN 978-4-592-17890-3 |
| 1 | Capitoli (traduzioni letterali dei titoli) - Udendo una canzone di primavera (花唄流るる?, Hanauta nagaruru) - Verso i boschi della luce delle lucciole (蛍火の杜へ?, Hotarubi no mori e) - Il cadere delle foglie d'autunno (くるくる落ち葉 ?, Kurukuru ochiba ) - La cicatrice sempre più profonda (ひび、深く?, Hibi fukaku) |                        |